# Tom Watson (labdarúgóedző)
Thomas "Tom" Watson (Newcastle, 1859. április 9. – Liverpool, 1915. május 6.) angol labdarúgóedző, a Sunderland, majd a Liverpool vezetőedzője. Ő szerezte a klub történetének első két bajnoki címét. 1915-ben hivatalban lévő menedzserként halt meg.
Watson 1889 és 1896 között irányította a Sunderland-et, ő volt a csapat első menedzsere. Három bajnoki címet nyert a klubbal (1892-ben, 1893-ban és 1895-ben), ezzel ő lett a Sunderland legsikeresebb edzője. 1896-ban lett a Liverpool második vezetőedzője, itt egészen haláláig, 1915-ig dolgozott. Kétszer segítette a csapatot bajnoki címhez (1901-ben és 1906-ban), irányítása alatt játszotta a Liverpool első FA-kupa döntőjét 1914-ben, a mérkőzést azonban 1–0-ra elvesztették a Burnley ellen. 

## Sikerei edzőként

### Sunderland (1889–96)
Football League First Division
- Győztes: 1891–92, 1892–93, 1894–95
- Ezüstérmes: 1893–94

### Liverpool (1896–1915)
Football League First Division
- Győztes: 1900–01, 1905–06
- Ezüstérmes: 1898–99, 1909–1910

Football League Second Division
- Győztes: 1904–05

FA Kupa
- Ezüstérmes: 1914–15

Charity Shield
- Győztes: 1906–07

## Külső hivatkozások
- Profil – LFChistory.net Archiválva 2007. június 26-i dátummal a Wayback Machine-ben